# CEVA
CEVA é o acrónimo de Cornavin - Eaux-Vives - Annemasse, projecto de uma ligação ferroviária entre o Estado de Genebra através dos Caminhos de ferro do Estado de Genebra (CFEG)
e a Alta-Sabóia (França). Trata-se de um RER mais precisamente do RER franco-valdo-genebrino que se irá integrar na Suíça ao RER Suíça

## História
- As origens deste projecto vem desde 1850, mas só em 1888 é que foi aberta a linha "Eaux-Vives - Annemasse".
- Em 1912 uma convenção para o lançamento da segunda parte da CEVA é feita entre o Estado de Genebra, a Confederação Suíça e os CFF, com uma participação de um terço cada.
- Reactivação do projecto com a ligação "Cornavin–La Praille"[1]

## Projecto
O projecto consiste na ligação da Estação de Genebra-Cornavin a partir da Estação de Genebra-Cornavin com a cidade francesa de Annemasse, contornando o centro da cidade de Genebra por Oeste e Sudoeste.

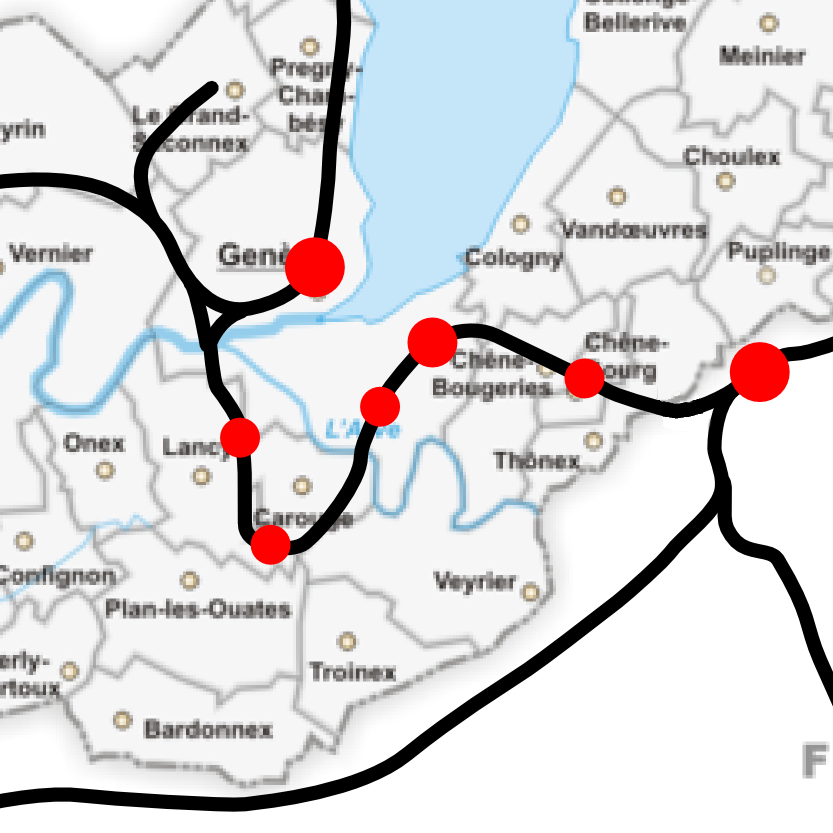
Gares servidas pelo CEVA

Além da Estação de Genebra-Cornavin, as principais estações servidas são a da La Praille e da Gare des Eaux-Vives, mas o objectivo a longo termo é a criação de um  RER franco-valdo-genebrino para servir  Bellegarde-sur-Valserine, Nyon, Lausanne, Thonon-les-Bains, Évian-les-Bains, o vale do Arve e Annecy.